# Mariä Himmelfahrt (Hofkirchen)

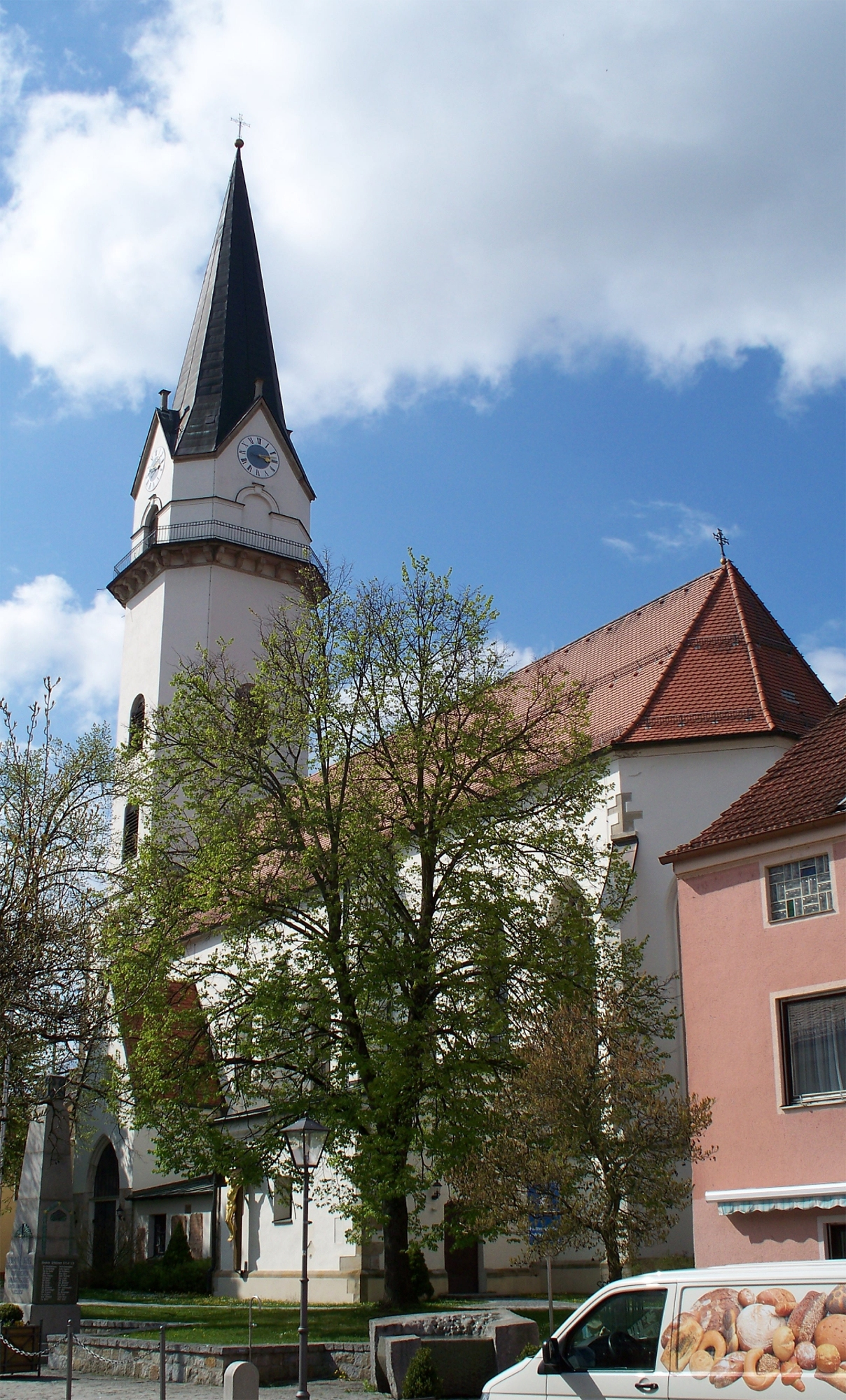
Maria Himmelfahrt (Hofkirchen)

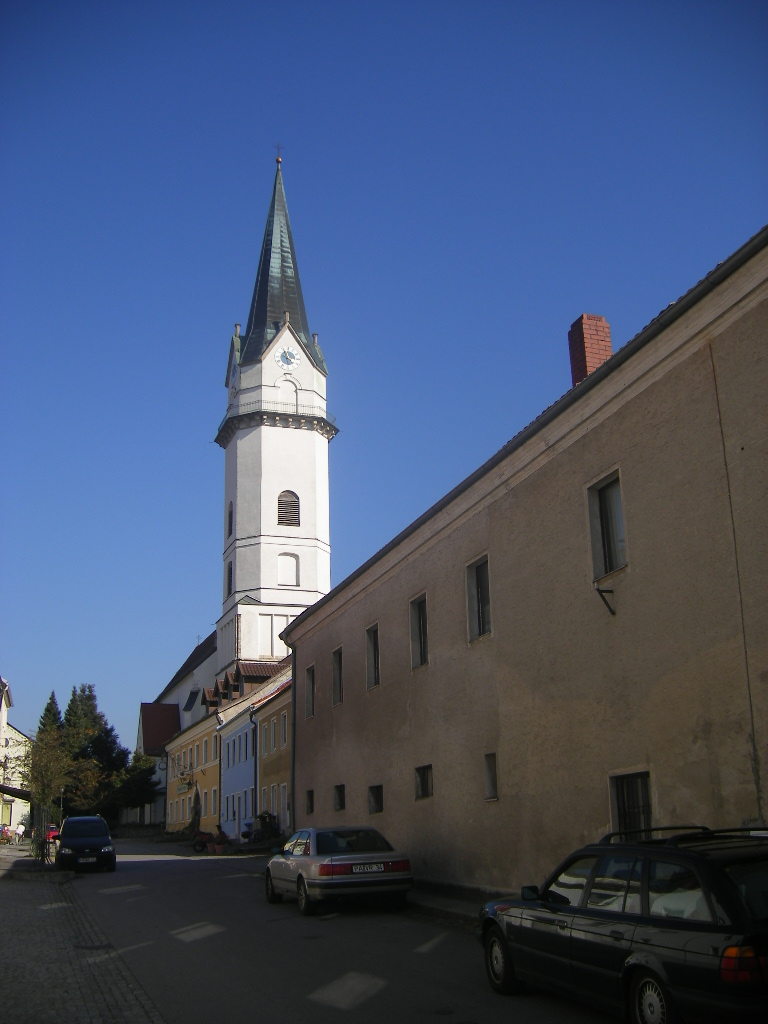
Ansicht von Westen

Die römisch-katholische Pfarrkirche Mariä Himmelfahrt ist eine spätgotische Saalkirche in Hofkirchen im niederbayerischen Landkreis Passau. Sie gehört zum Pfarrverband Hofkirchen im Dekanat Vilshofen des Bistums Passau.

## Geschichte und Architektur
Die Kirche wurde zu Beginn des 16. Jahrhunderts erbaut; die unteren Geschosse des Turmes sind im Kern älter, der obere Teil stammt aus dem späten 19. Jahrhundert. Im Jahr 1962 wurde das Langhaus auf beiden Seiten durch niedrige Nebenschiffe erweitert, wobei das nördliche und das südliche Vorzeichen mit einbezogen wurden.
Das Bauwerk wurde in geschlämmtem und verputztem Backsteinmauerwerk errichtet. Das Langhaus und der leicht eingezogene Chor liegen unter einem gemeinsamen Dach. Der Baukörper ist mit dreiteiligen Strebepfeilern gegliedert. Die Fenster sind mit reichen Maßwerken aus gebranntem Ton versehen, die aus einander durchdringenden Bögen und Passformen gebildet sind. Die aufwändig gestalteten Innenportale der Vorzeichen sind aus Kalkstein mit zwei tiefen Kehlen sowie Rund- und Birnstab, die sich im Bogenscheitel durchdringen, aufwändig gestaltet. Über dem Türsturz ist ein Tympanonfeld angeordnet.
Mariä Himmelfahrt gehört zu den größeren Landkirchen in der Region und gehört der spätesten Gotik an, die hier zu phantastischer Übersteigerung der üblichen Gliederungen, besonders der Gewölberippenfigurationen, entwickelt ist. An das vierjochige Schiff schließt sich ein leicht erhöhter Chor mit drei Jochen und Dreiachtelschluss an, der durch einen erheblich einspringenden Chorbogen in seiner räumlichen Eigenwirkung gesteigert ist. An allen Wänden sind gekehlte Schildbogenstellungen angeordnet, die im Schiff kräftiger mit vorgelegten Halbrunddiensten, im Chor schwächer mit polygonalen Diensten versehen sind.
Die Netzrippen sind doppelt gekehlt und mit Durchsteckungen ausgebildet. Im Scheitel des Chorgewölbes sind große Vierpässe angeordnet. Im Schiff sind spannungsvolle Netzfiguren gestaltet. Die Bahn im Gewölbescheitel wird durch stark längsgerichtete Rauten aus Doppelparallelrippen betont, während die seitwärts aufsteigenden Rauten mit gewundenen Anläufen versehen sind. Die gefächerten Kapitelle zur Aufnahme der Rippen sind ungewöhnlich groß dimensioniert, die Profilstäbe sind wie Astwerk behandelt.
Die Empore im Westen ist mit drei Jochen unterwölbt mit einem engmaschigen Rautennetz mit durchgesteckten Rippen. Die profilierten Bögen sind aus Granit gebildet, die übrigen Zierformen aus Kalkstein. An der Stirnwand sind zwei leere Baldachine für Skulpturen angebracht. Die teilweise erneuerte Brüstung ist mit einem Muster aus Kreispässen gestaltet, die durch zusätzliche Teilpässe und geschwungene Ausläufer verbunden sind.

## Ausstattung
Die Altäre sind Werke der Neugotik. Der Hochaltar wurde anlässlich der Renovierung in den Jahren 1988/1989 angekauft, die Seitenaltäre wurden 1855 von Franz Seywald aus Hengersberg geschaffen. Die Glasmalereien im Chorscheitelfenster stammen aus dem frühen 16. Jahrhundert und zeigen eine Mondsichelmadonna im Strahlenkranz. Im Chor sind zwei Epitaphien der Renaissance für Wolf Jakob Weißenfelder aus Hilgartsberg († 1590) und Ottheinrich Weißenfelder († 1592) erhalten, die in Kalkstein mit Rotmarmor gearbeitet und in den Rahmungen gleich ausgebildet sind. Die feingearbeiteten Reliefs zeigen die Auferstehung und Christus in der Vorhölle, darunter jeweils die knienden Figuren eines Ritters mit seiner Frau. 
Ein kleiner Altar wurde in der Mitte des 18. Jahrhunderts geschaffen. Im Langhaus sind die Schnitzfiguren einer Kreuzigung zu finden, mit Assistenzfiguren aus der ersten Hälfte des 16. Jahrhunderts und einem spätbarocken Kruzifix.
Die Orgel ist ein Werk von Friedrich Meier aus dem Jahr 1963 mit 27 Registern auf zwei Manualen und Pedal. Das Geläut wird durch fünf Glocken gebildet, die älteste stammt aus dem Jahr 1864, drei stammen von 1953 und die jüngste stammt von 2011.